# Anet (zámek)

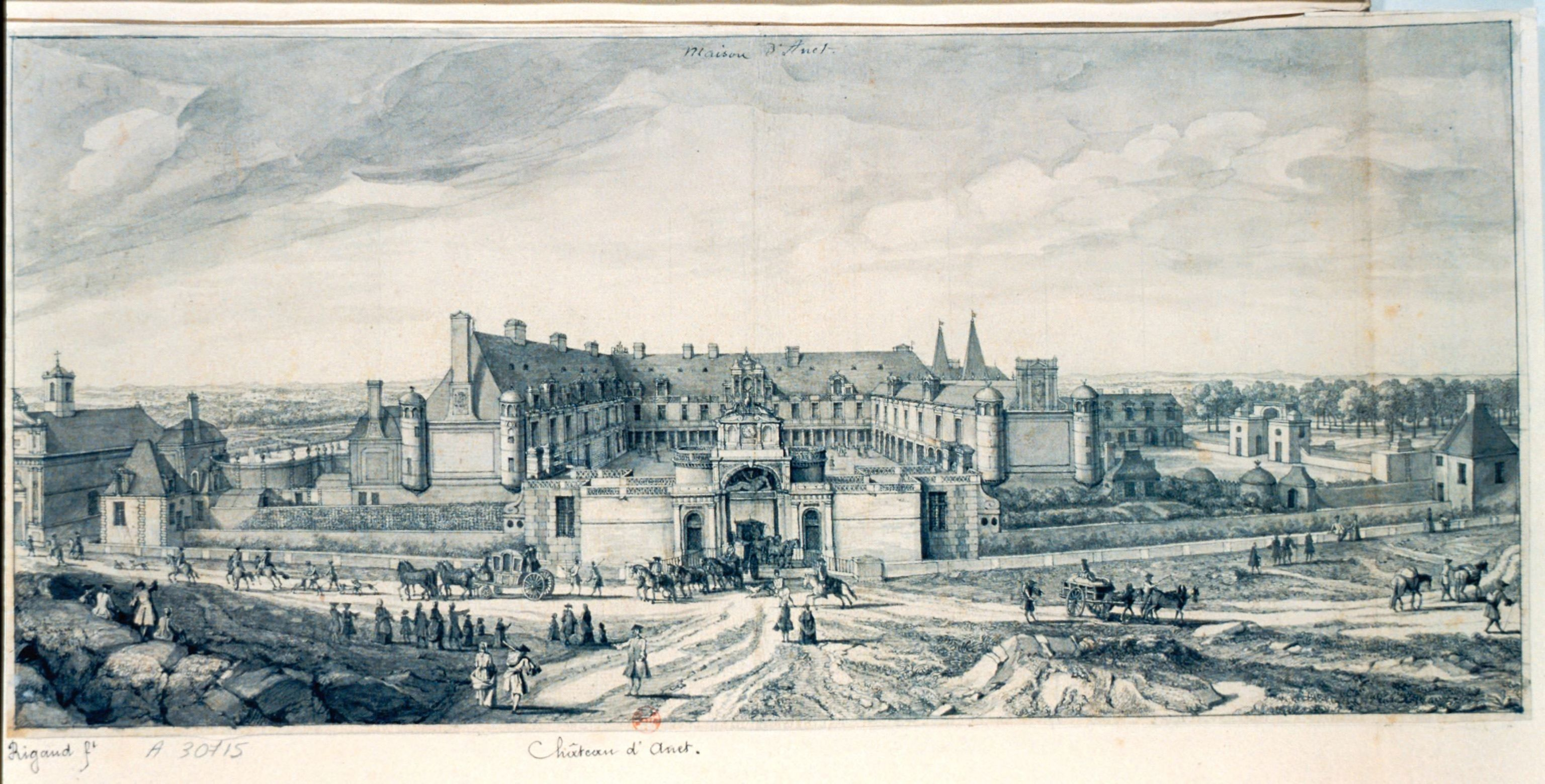
Anet v 18. století

Zámek Anet leží nedaleko Dreux v departementu Eure-et-Loir v severní Francii. Zámek postavil Philibert de l'Orme v letech 1547 až 1552 pro Diane de Poitiers, milenku Jindřicha II. Francouzského. Nynější zámek byl postaven na základech původního hradu, a byl správním centrem panství Dianina zesnulého manžela, Louise de Brézé, velkosenešala Normandie a vrchního lovčího.
Zámek je zvláště známý pro svoje zahrady, ve kterých je Fontána Diany, socha Diany de Poitiers jako Diany, bohyně lovu a Nymfu z Anetu, portálový reliéf od Benvenuta Celliniho. Anet byl místem jedné z prvních italských zahrad v parteru ve Francii. Zahradním architektem byl Jacques Mollet, který zde učil také svého syna, Claude Molleta, který se stal královským zahradním architektem tří francouzských králů.

## Historie

### Éra Diane de Poitiers a jejích potomků
Zámek, který je situován průčelím k jihu, byl postaven částečně na základech a sklepních klenbách feudálního hradu. Tento hrad byl zbourán Karlem V. a následně zde byl vystavěn pozdně gotický hrad az cihel a kamene.

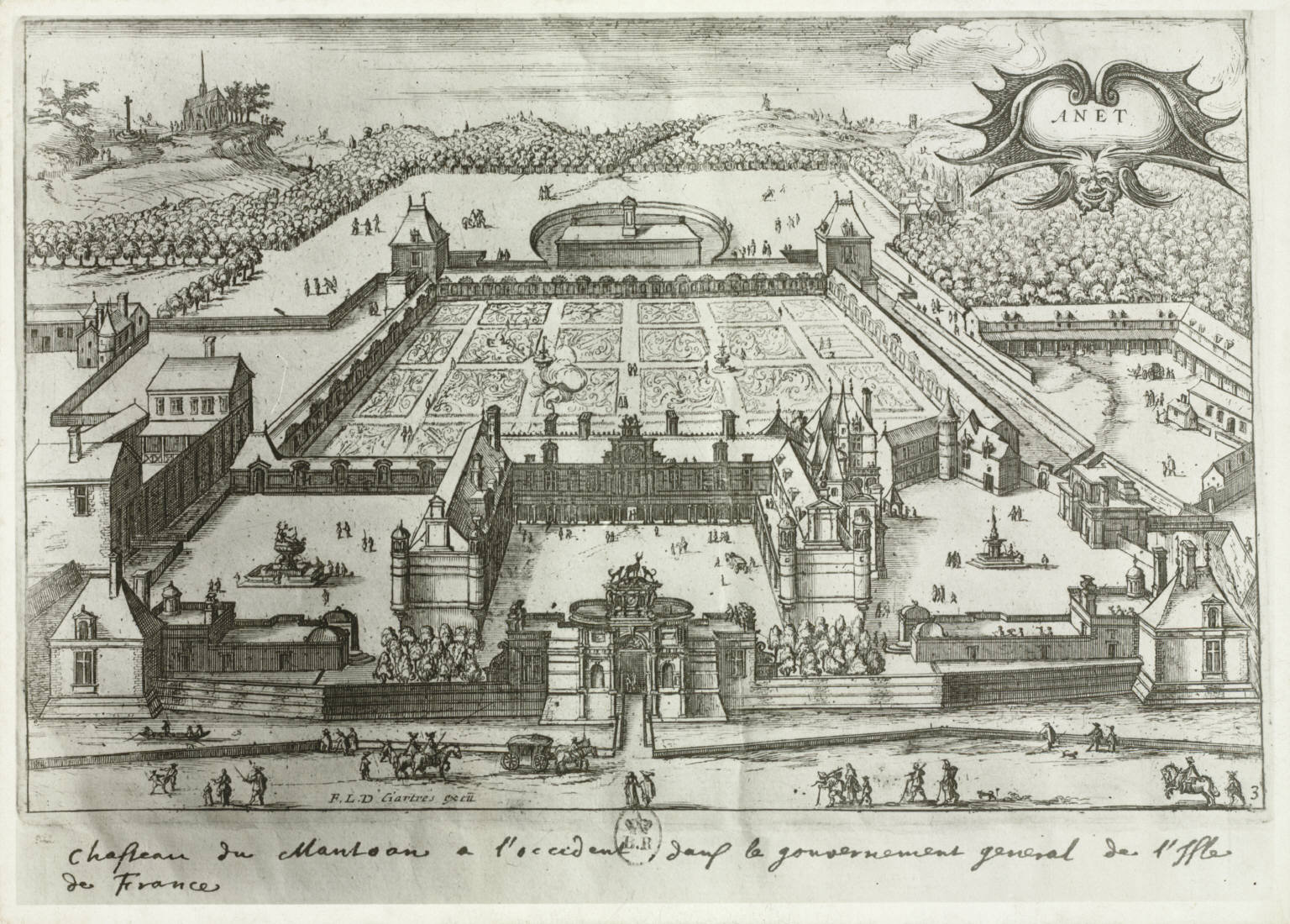
Pohled z ptačí perspektivy, publikoval François L'Anglois na začátku 17. století
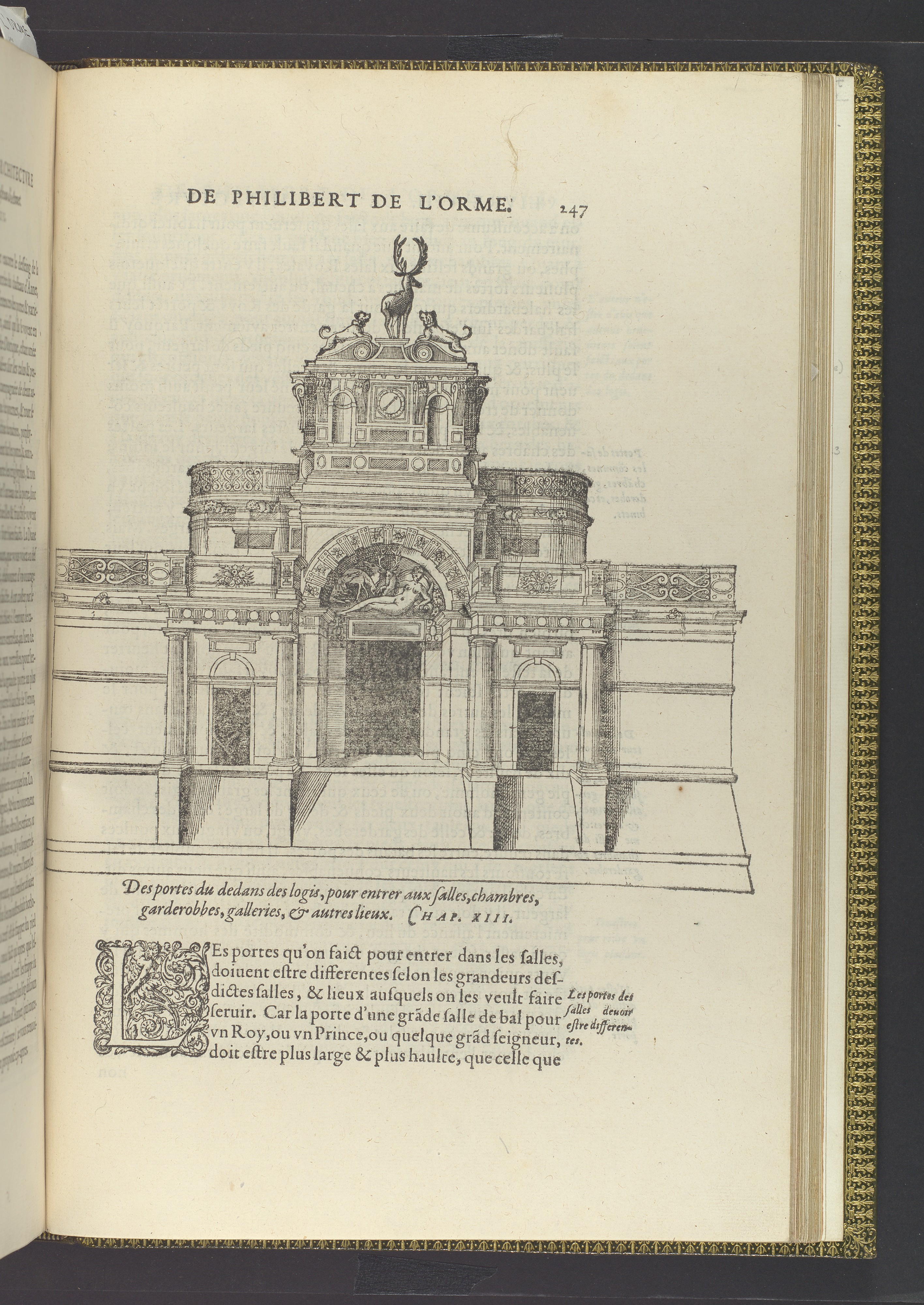
Návrh vstupního portálu, publikovaný v Le Premier Tome de l'Architecture Philibert de L'Orme (1567)
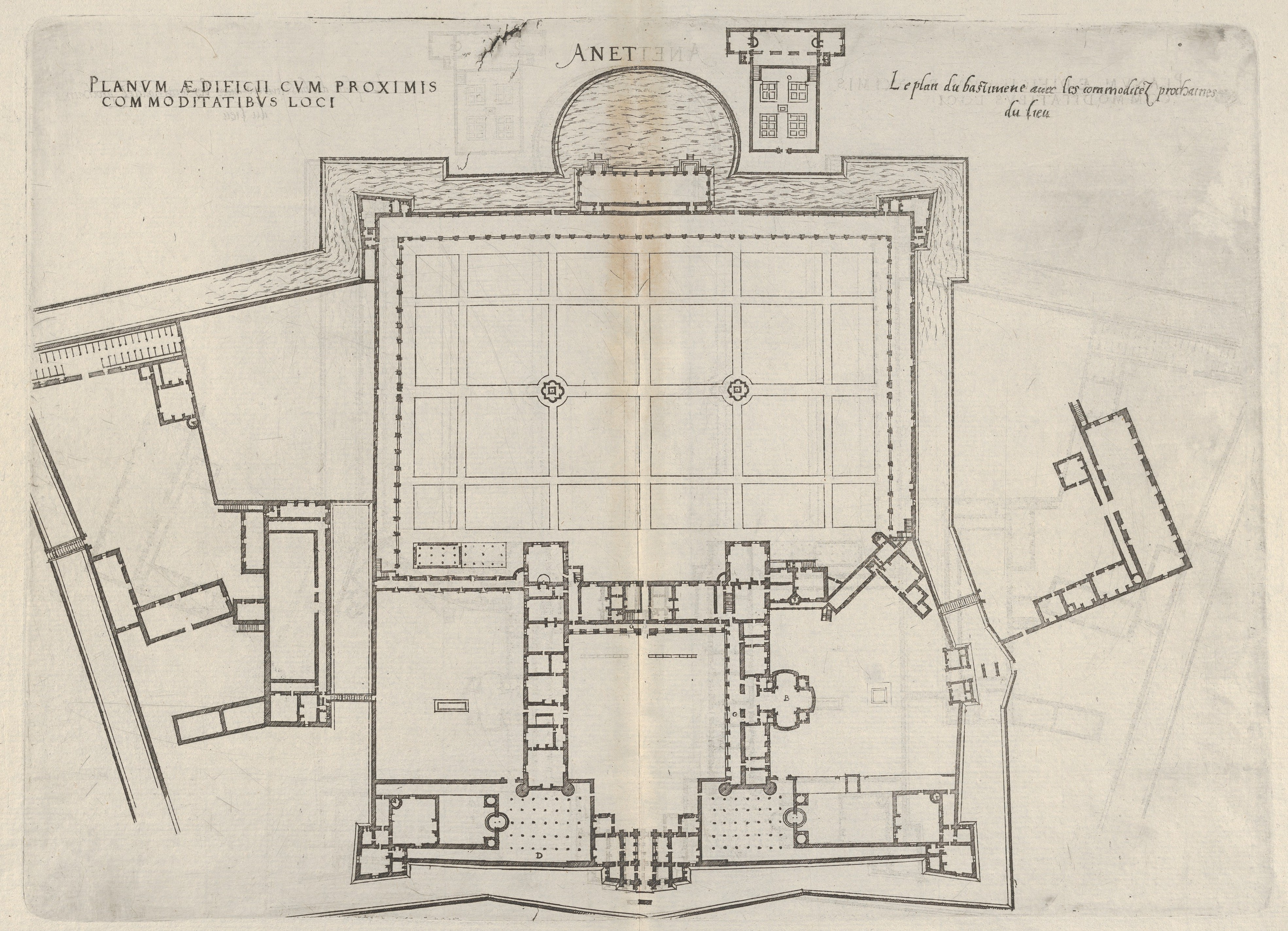
Plán místa, vyrytý Jacquesem Androuetem du Cerceauem pro jeho druhý díl Les Plus Excellents Bastiments de France (1579)
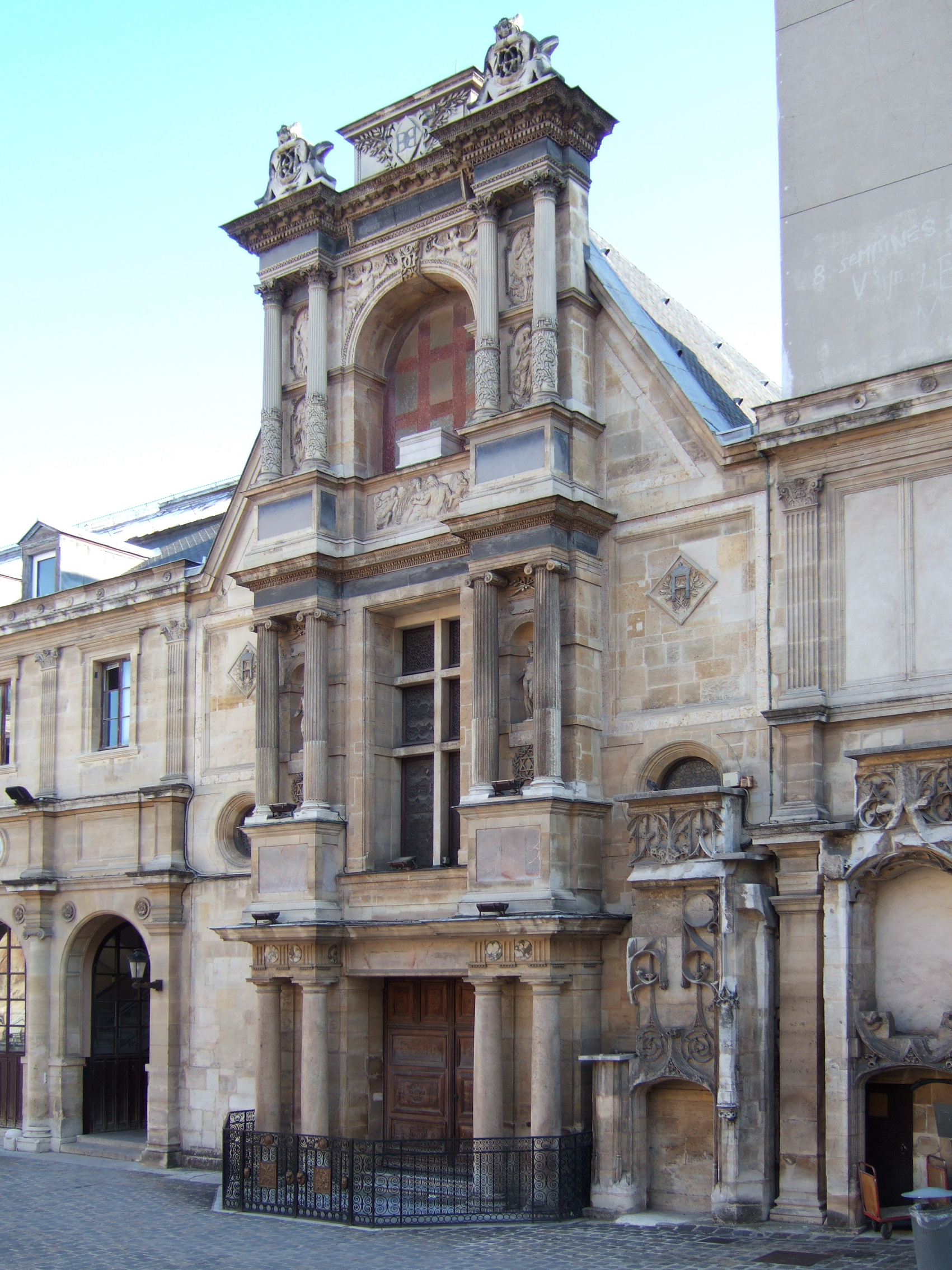
Frontispiece pro sbor de-logis, nyní v École des Beaux-Arts v Paříži

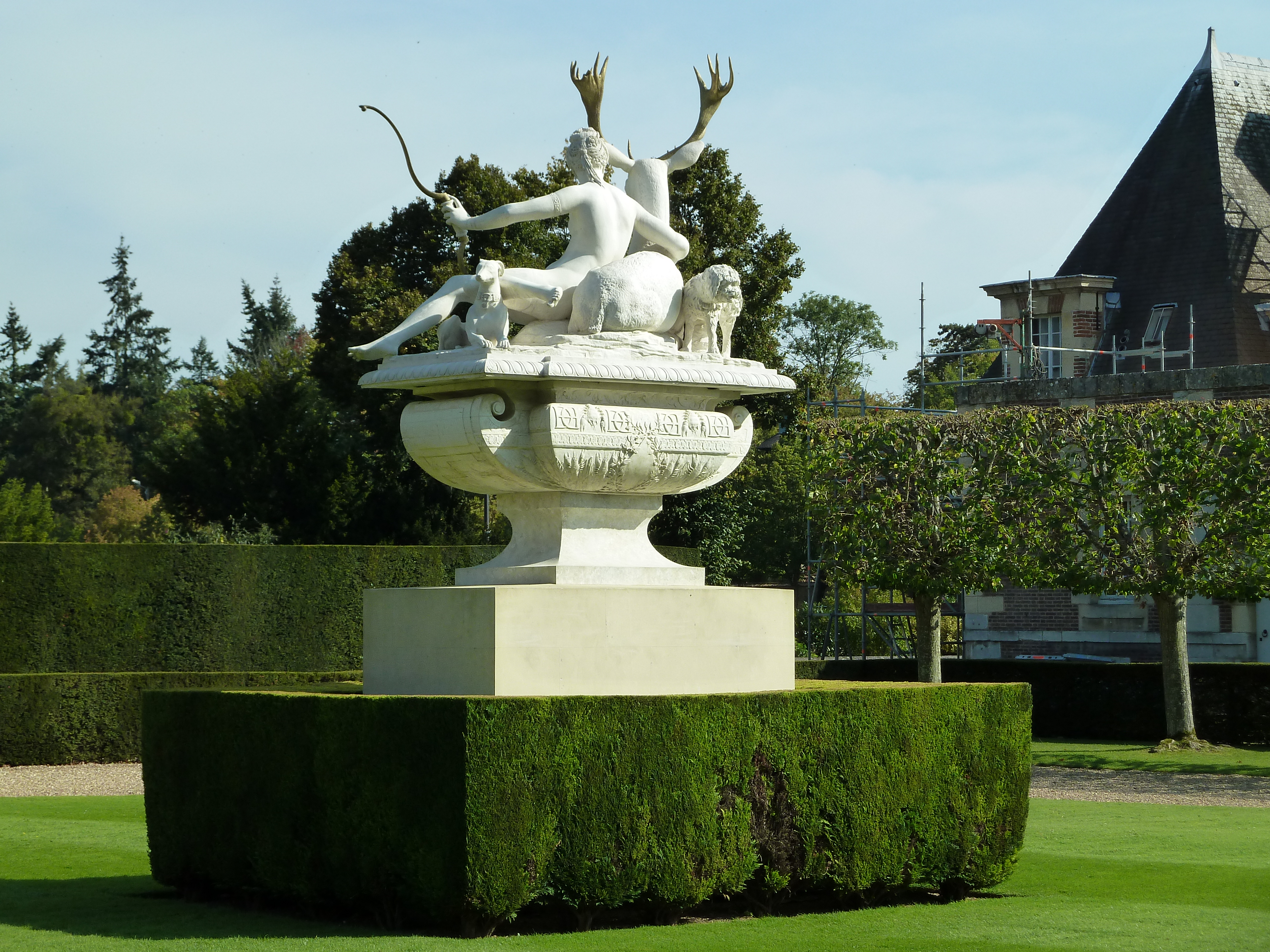
Replika kašny z Diany v Anetu
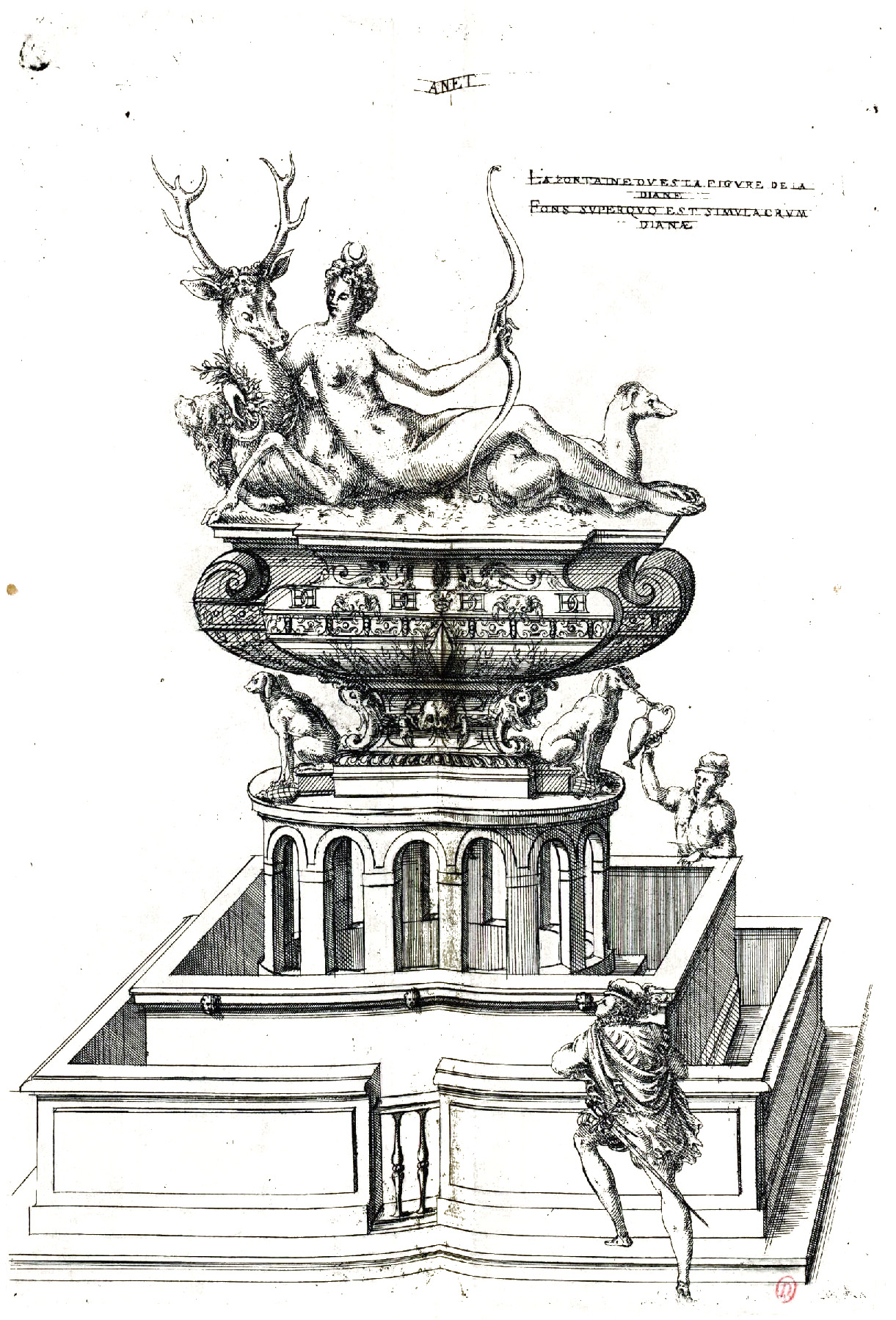
Fontána Diany, rytá Jacquesem Androuet du Cerceau (1579)
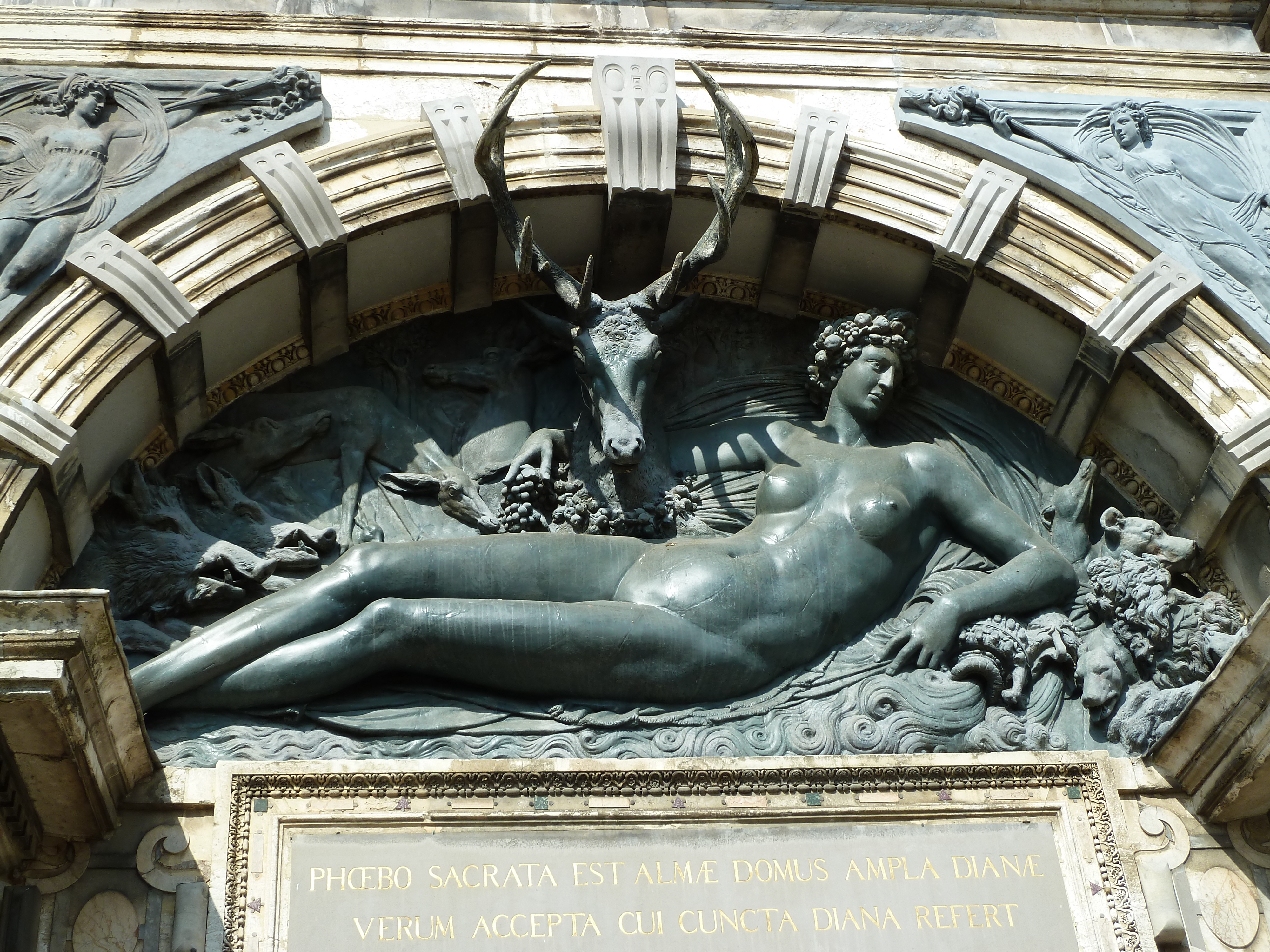
Nad portálem se nachází replika reliéfu Benvenuta Celliniho, víla Anetu
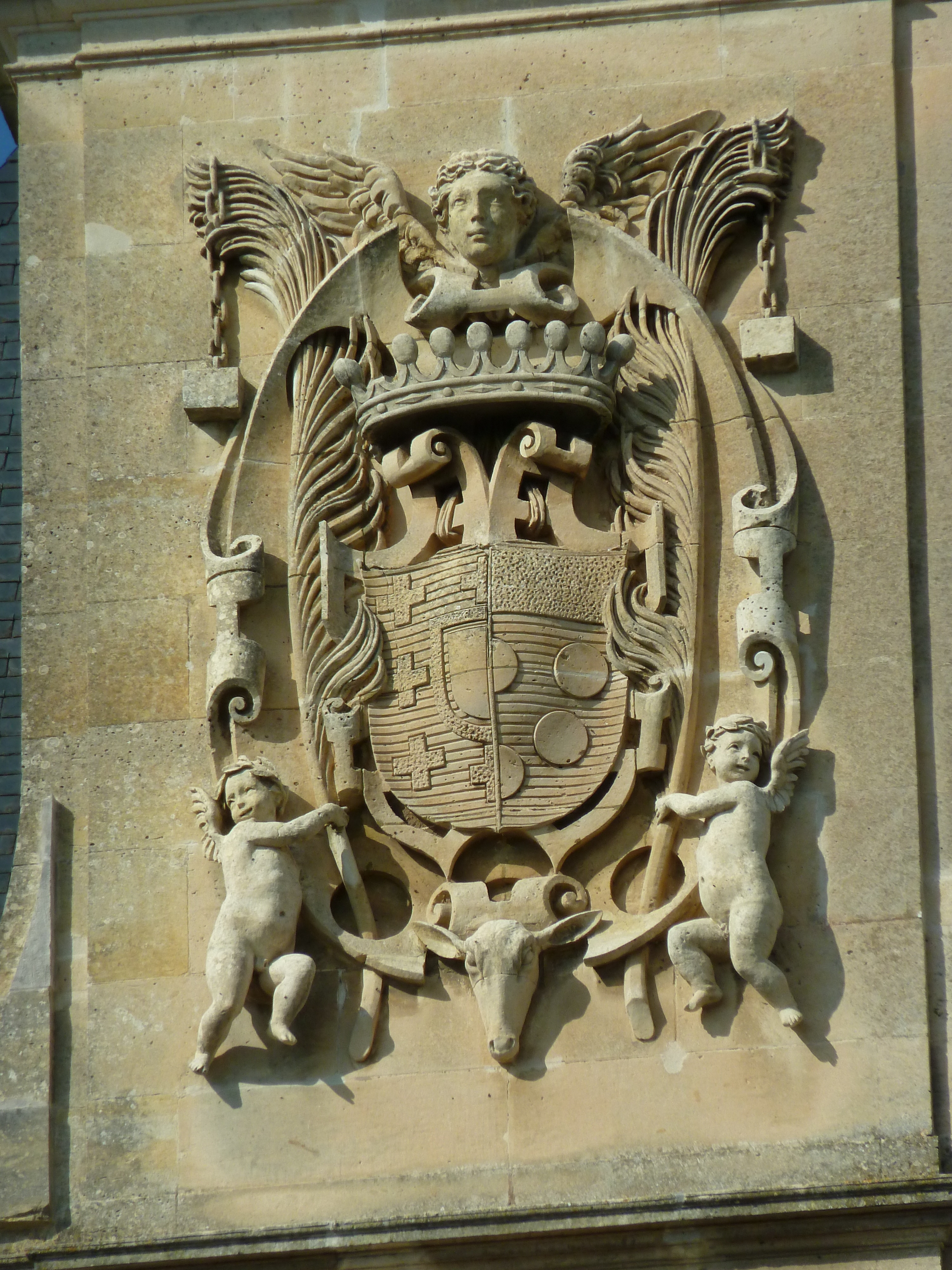
Erb

### Kaple
Nyní volně stojící kaple zámku Anet byla postavena v letech 1549–1552 jako přístavba východního křídla cour d'honneur (čestného dvora). Byla navržena v centralizovaném řeckém půdorysu pod diagonálně zakrytou kopulí. Původní vchod byl z nádvoří východního křídla, které však bylo později zbořeno. Má promenádu se široce rozloženými párovými iónskými sloupy, které mají mezi hlavicemi pyramidové věže.

Photos of the chapel as it exists today
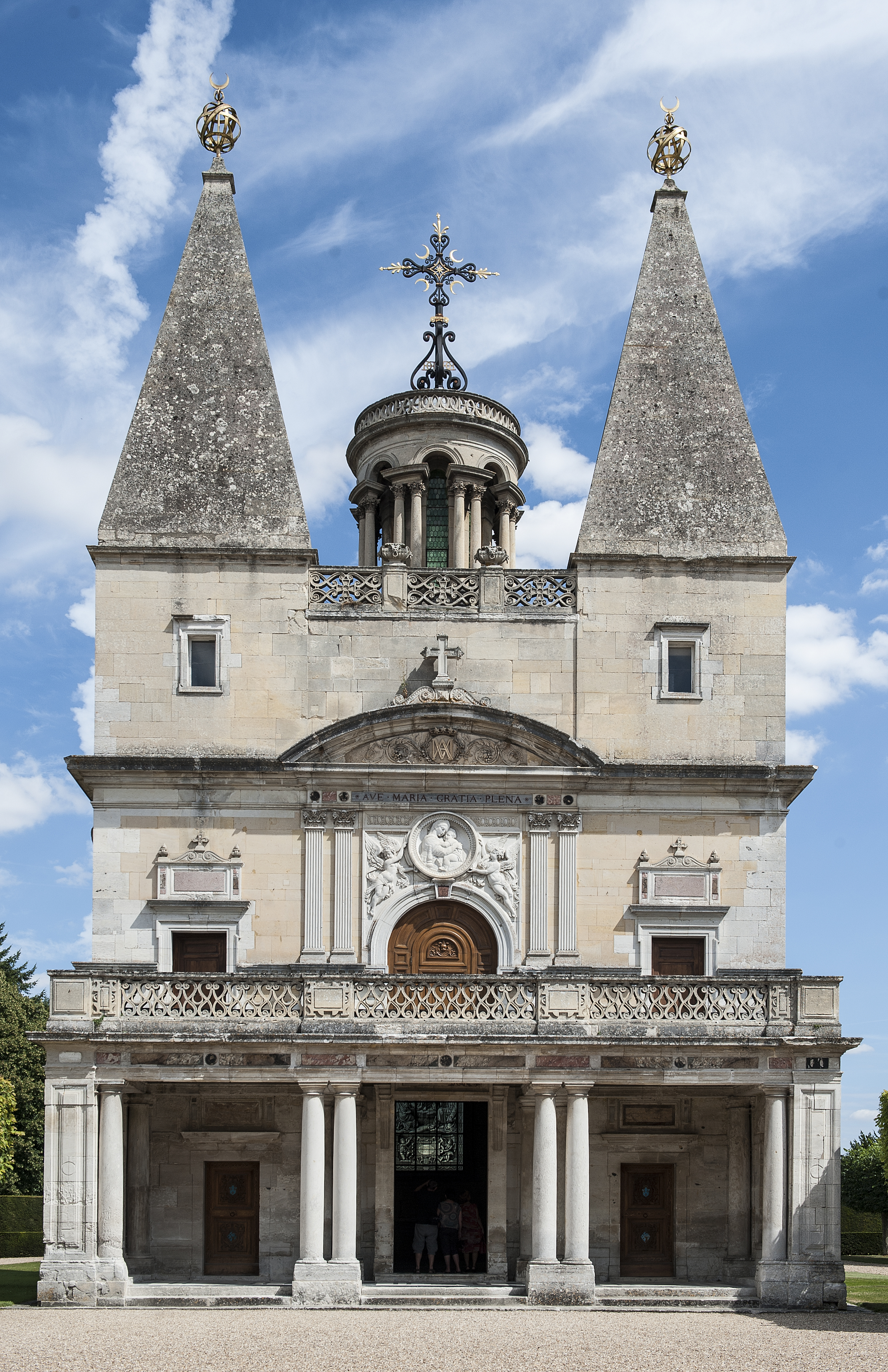
Vstupní fasáda kaple
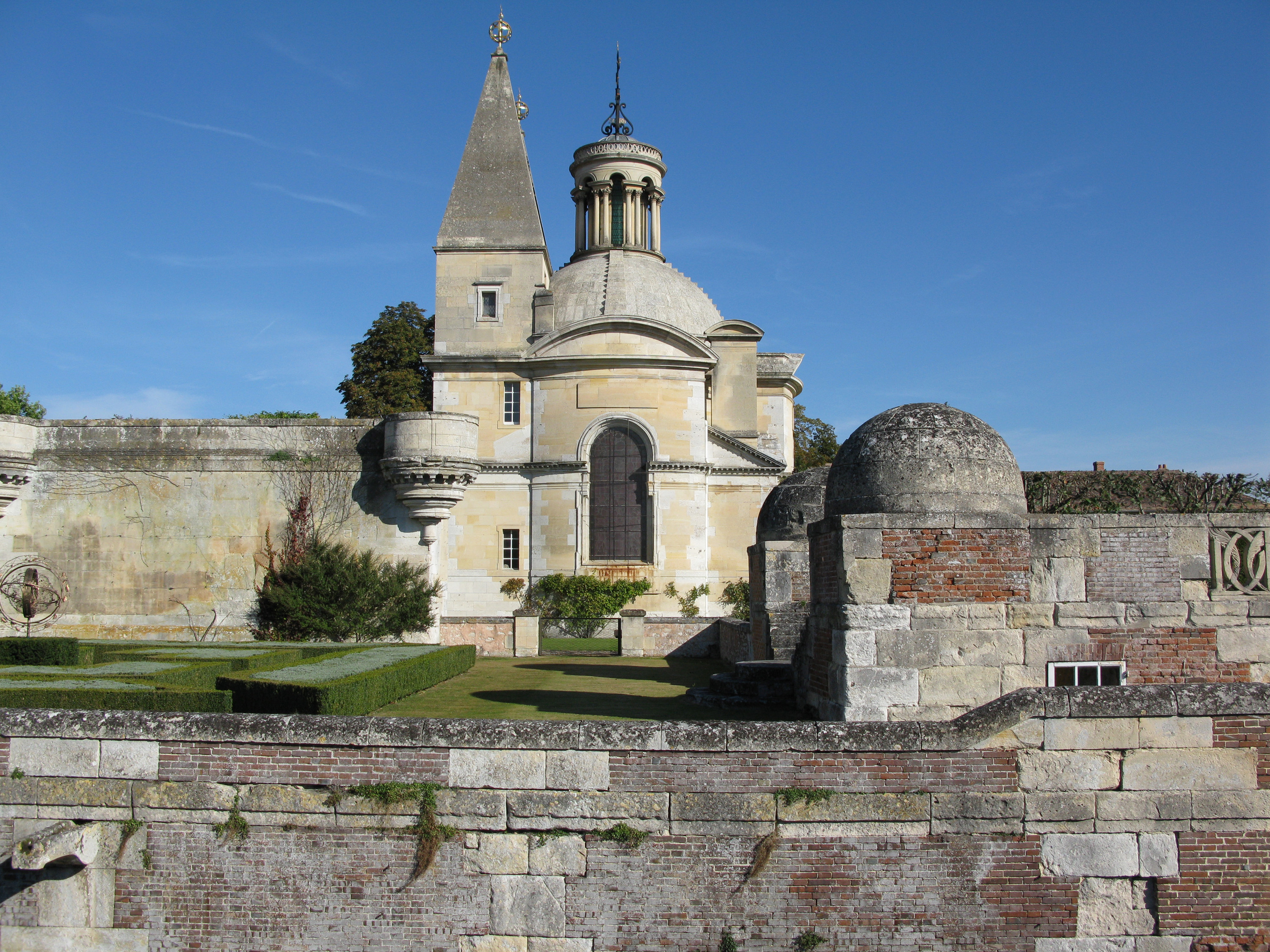
Boční pohled na kapli
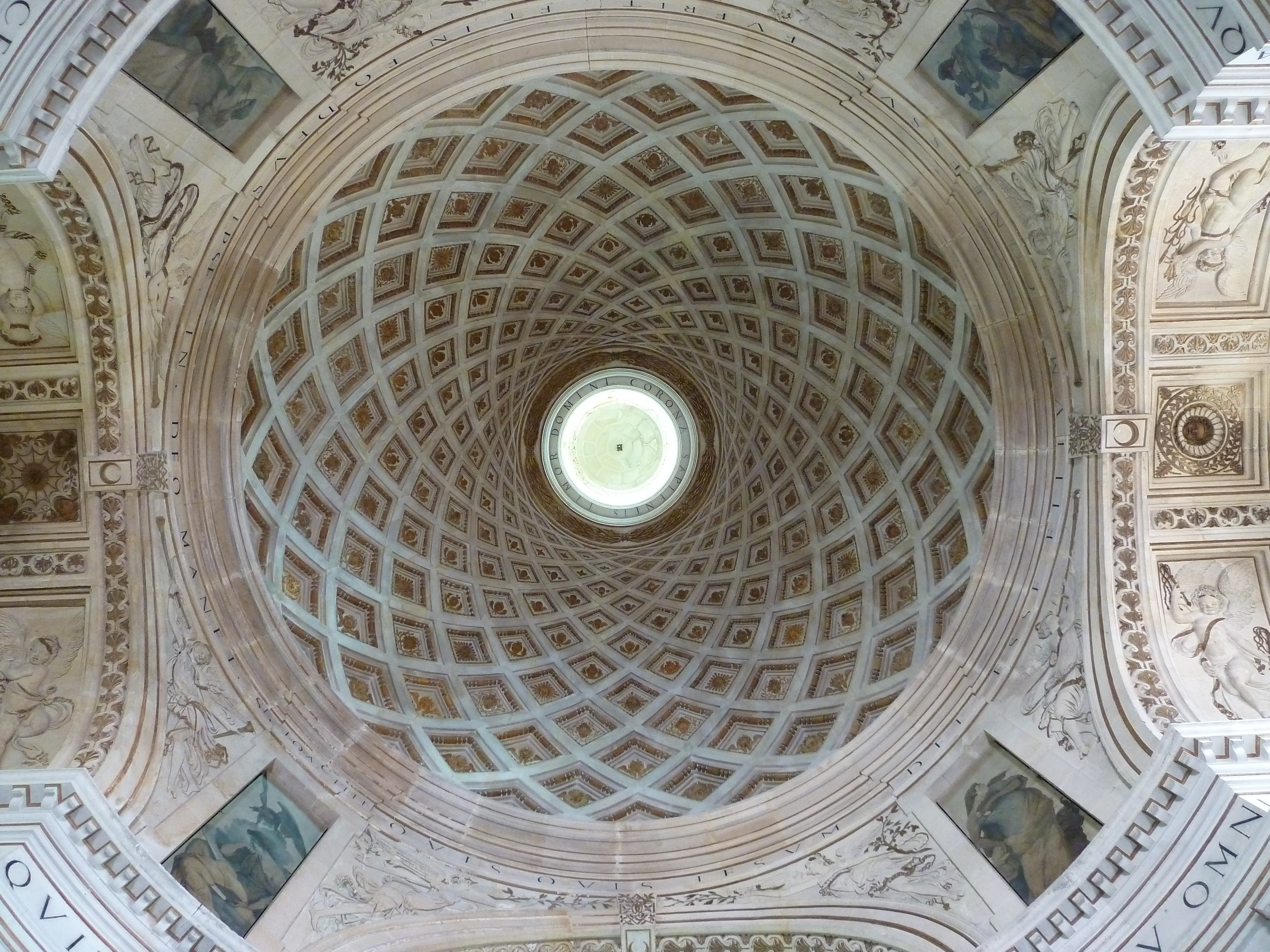
Kaple má spirálovitou-kazetovou kupoli, navrženou Philibert de L'Orme

### Márniční kaple
K dispozici je také márnice, postavená podle posledního přání Diane de Poitiers tak, aby obsahovala její hrobku. Tuto stavbu realizovala Claude de Foucques Diana dcera, vévodkyně d'Aumale. V roce 1581 se v kapli konal křest syna Karla, vévody d'Aumale, kterého se účastnil král Jindřich III. a jeho matka Kateřina Medičejská.

Designs for the mortuary chapel published by Jacques Androuet du Cerceau in 1579
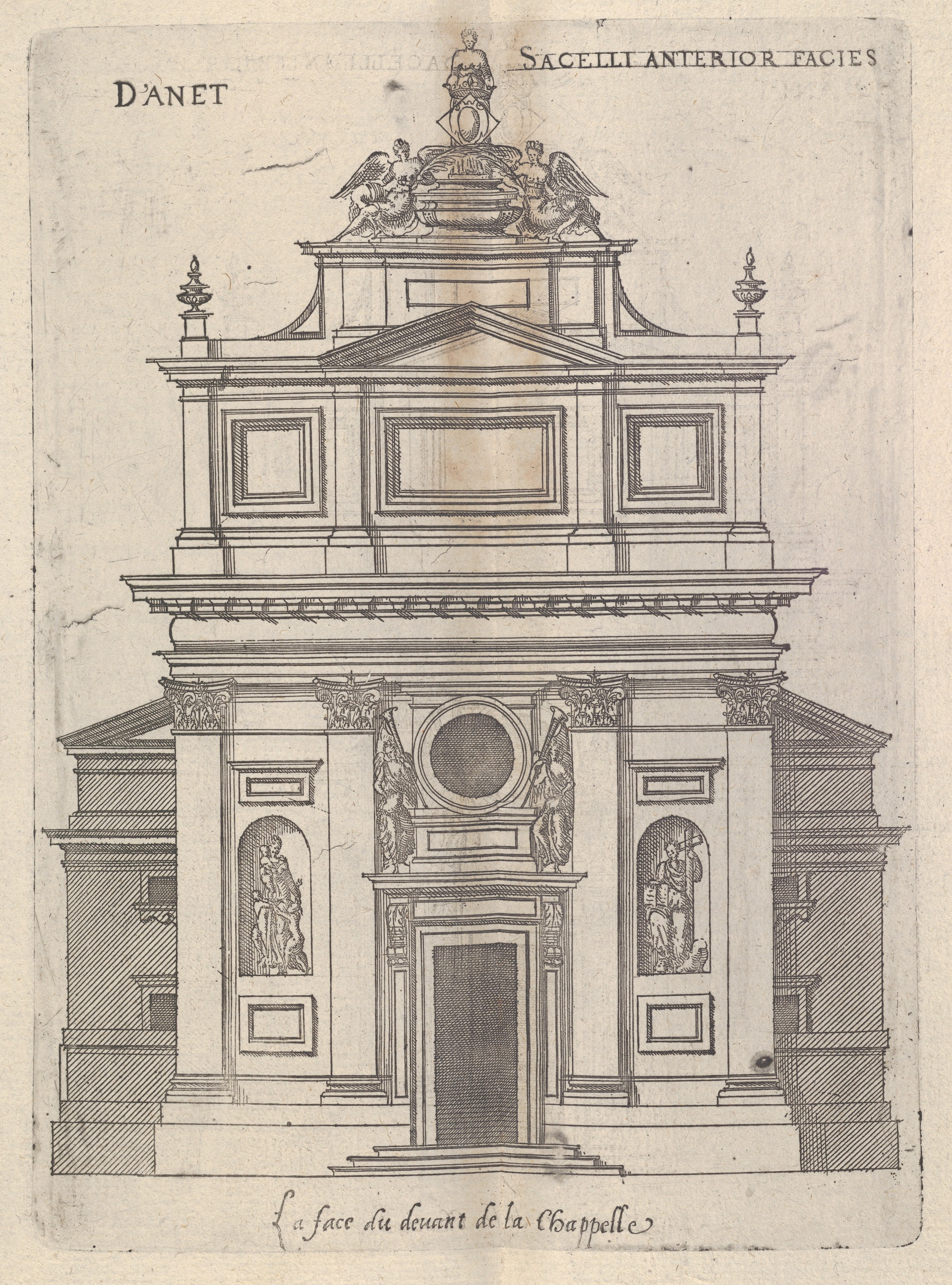
Vstupní fasáda kaple
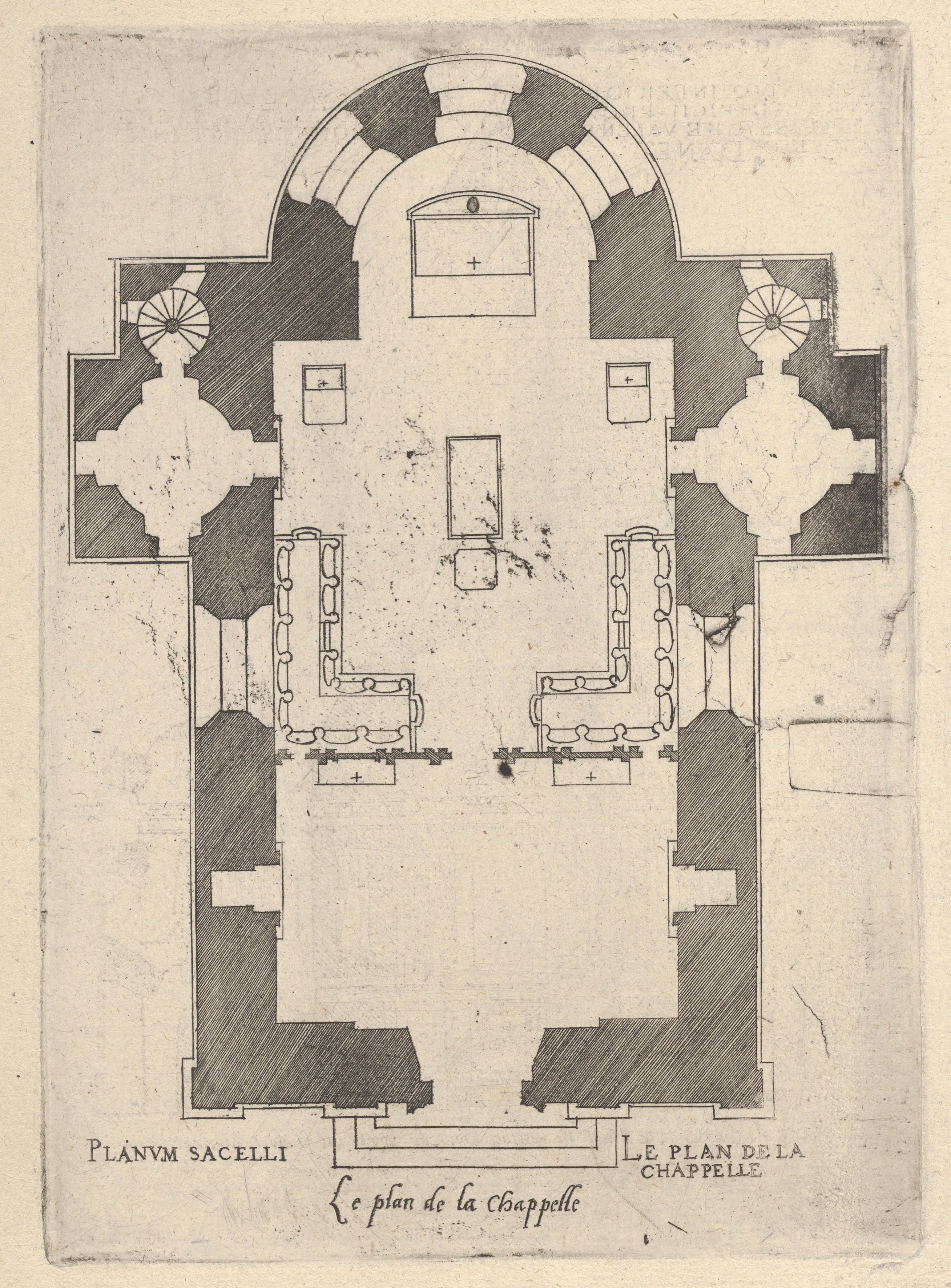
Půdorys
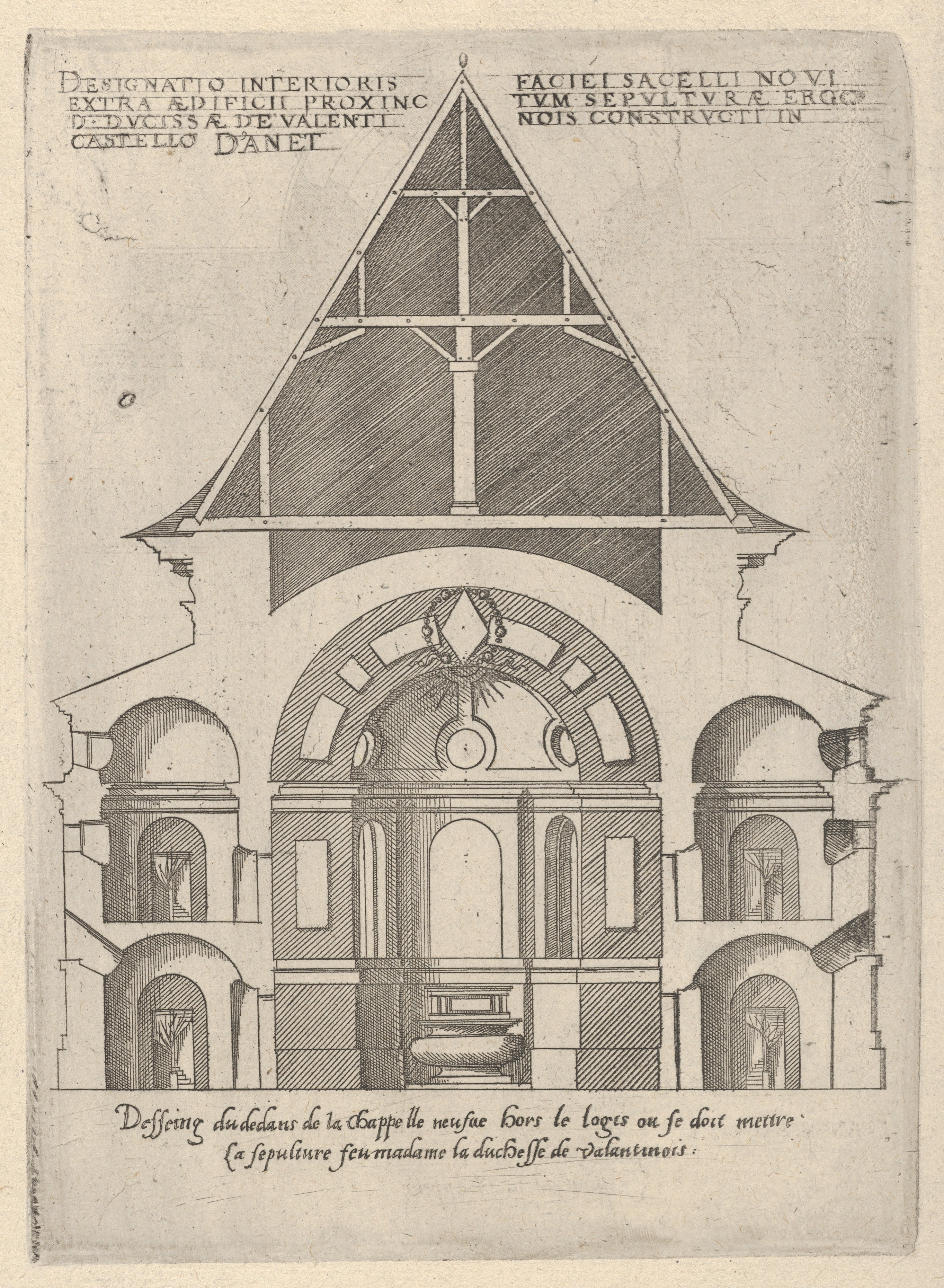
Příčný řez

- Photos of the mortuary chapel (48°51′30″ s. š., 1°26′15″ v. d.)

Photos of the mortuary chapel
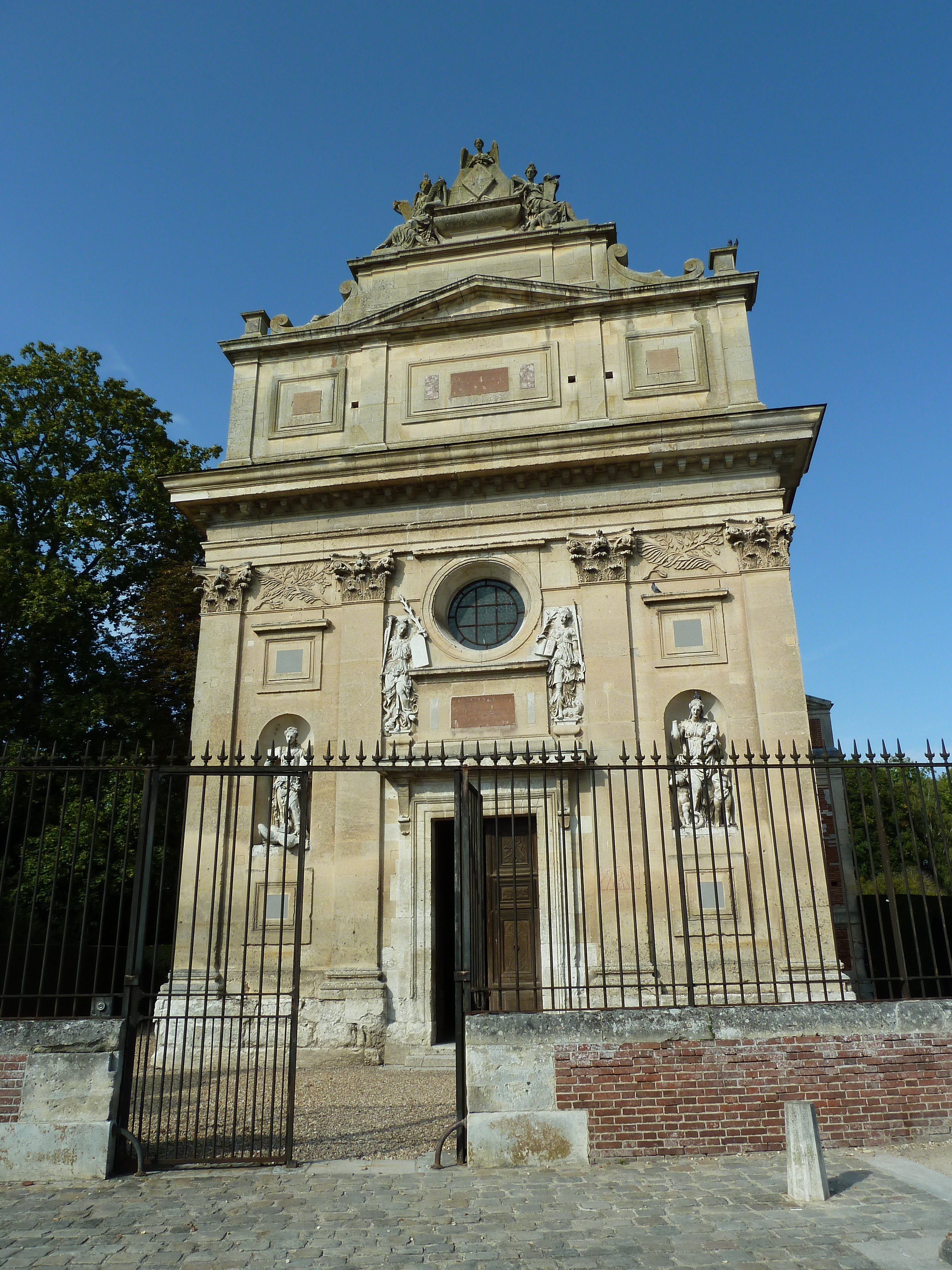
Vstupní fasáda
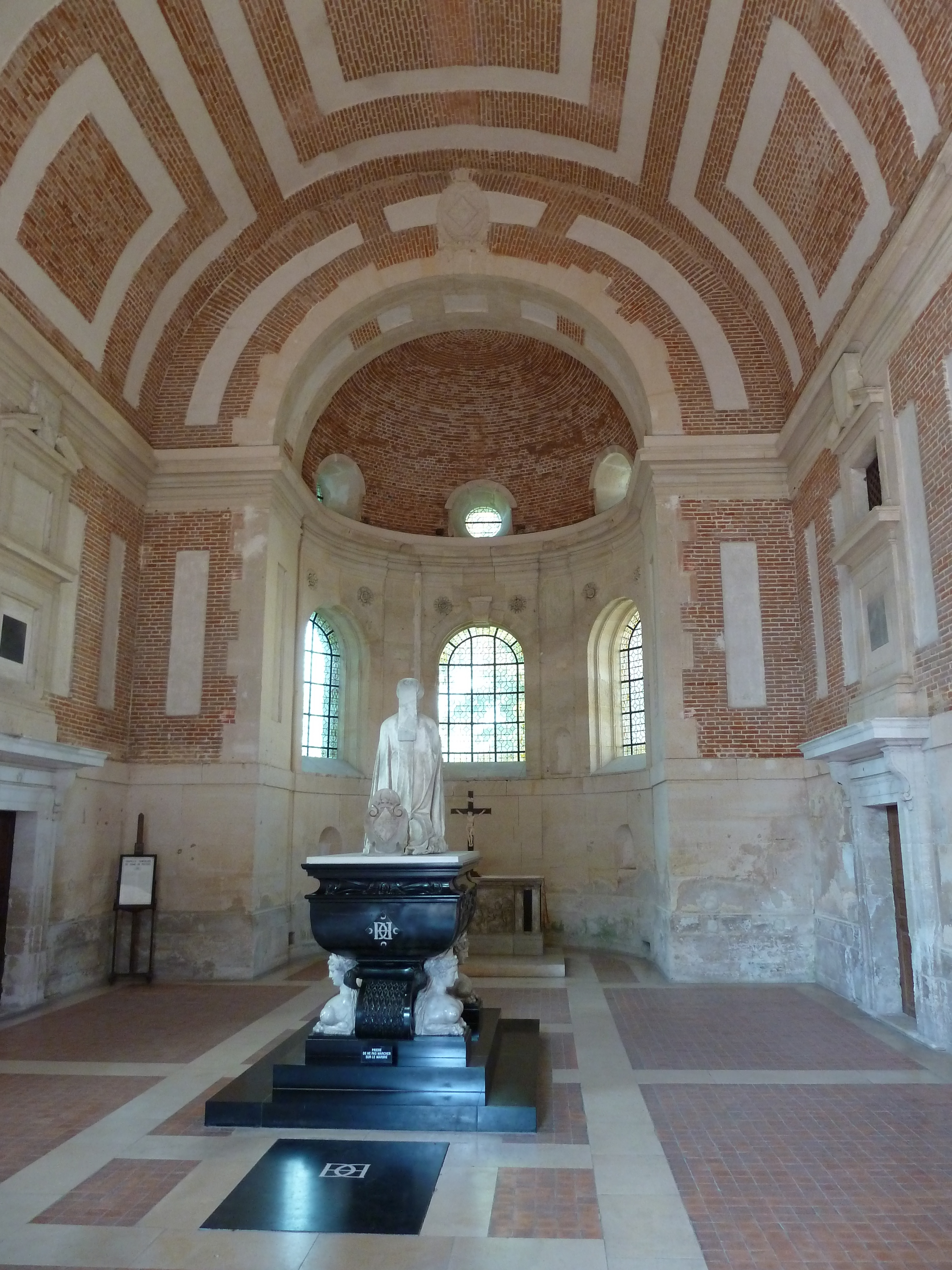
Vnitřní pohled k severu
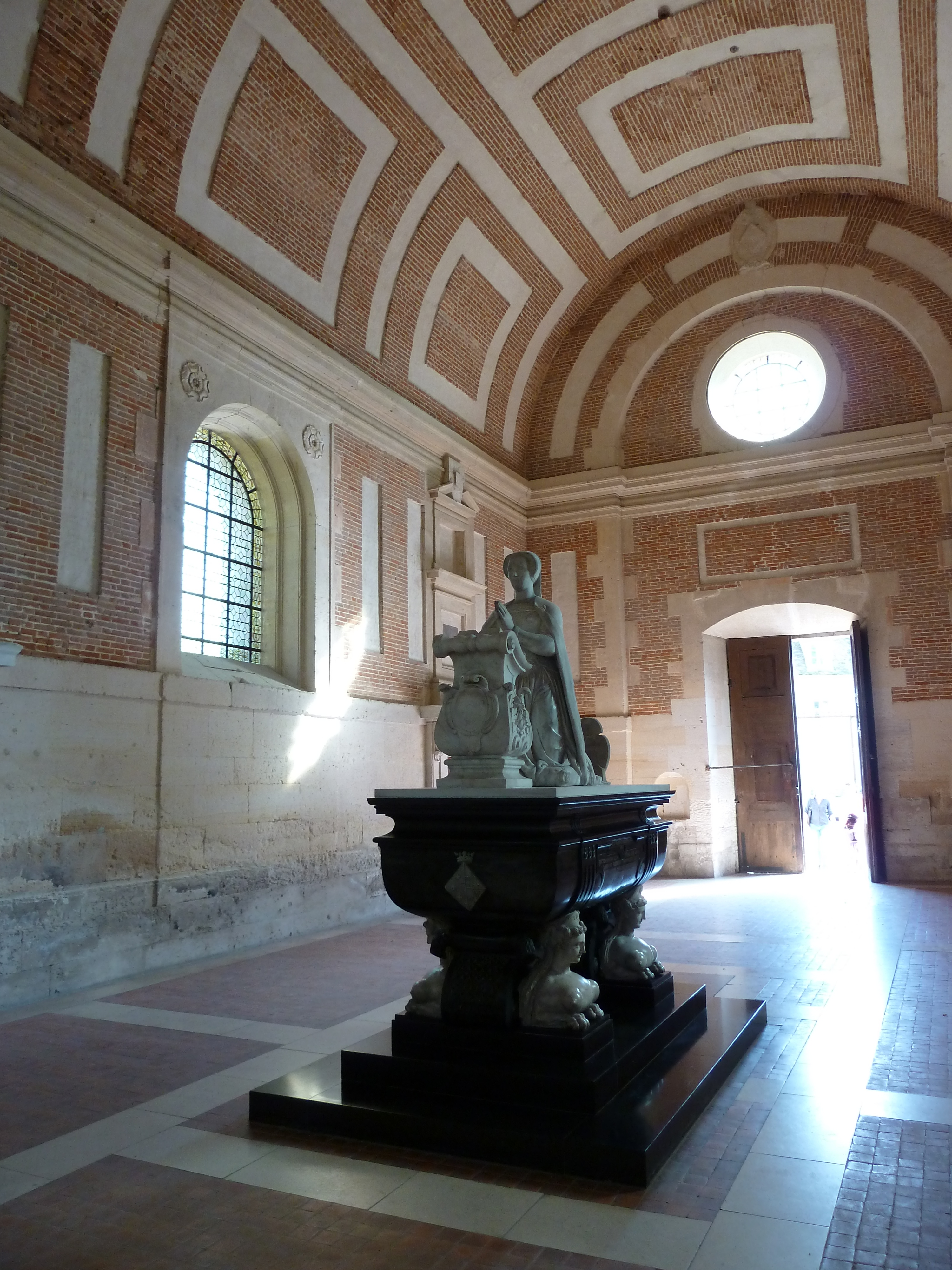
vnitřní pohled k jihu

### Další historie
Majetek vlastnil nebo alespoň užíval Ludvík Josef, vévoda de Vendôme. Tato nemovitost později patřila mnoha potomkům Ludvíka XIV. – Louise-Françoise de Bourbon, která zde zemřela v roce 1743 a byla dcerou známého levobočka Ludvíka XIV., vévody du Maine. Jeho synové, princ des Dombes a hrabě d'Eu, zde pobývali, pakliže právě nebyli ve Versailles. Později zámek vlastnil bohatý vévoda de Penthièvre.
Přestože zámek nebyl během francouzské revoluce drancován, tak tělesné ostatky Diany de Poitiers byly přemístěny do hrobu na farním hřbitově. Její ostatky byly nedávno exhumovány a byly znovu uloženy na své původní místo v hrobce. Bohatý inventář zámku, který byl ve vlastnictví bratrance krále Ludvíka XVI., Louise Jeana Marie de Bourbon, vévody de Penthièvre, byl prodán v aukci jako národní majetek. Velká část zámku byla následně zbořena. Mnohé architektonické prvky však zachránil Alexander Lenoir, a umístil je do svého Musée des Monuments Français (v současnosti se nachází v École des Beaux-Arts v Paříži). Oprava samotného zámku, který byl ve značně zchátralém stavu, provedl Adolph de Caraman, který jej koupil v roce 1840. V roce 1851 udělil ministr vnitra Anetu status historické památky. Kvůli vysokým finančním nákladům byl nucen Caraman zámek v roce 1860 prodat Ferdinandu Moreauovi. Ten pokračoval v restaurování zámku, nákupu uměleckých děl a vybavení, o kterých se předpokládalo, že byly původní součástí inventáře zámku. Bohužel sada tapiserií tkaných v Paříži podle návrhů Jeana Cousina na zakázku pro zámek, a které vytvářejí Historii Diany (kdy hlavním námětem byla sama Diana de Poiters), je nyní široce rozptýlena po mnoha sbírkách. Tato ucelená sada tapiserií se stala precedentem pro obdobné sady, které zůstaly populární až do 18. století. Větší část inventáře byla na zámek vrácena po druhé světové válce.
Na zámku se v roce 1965 natáčela klasická bondovka Thunderball a v roce 1976 potom film Růžový panter znovu zasahuje. Vstupní pavilon do zámku se stal inspirací pro fasádu Guild House od Roberta Venturiho z roku 1966, který slouží seniorům ve Philadelphii.

## Galerie

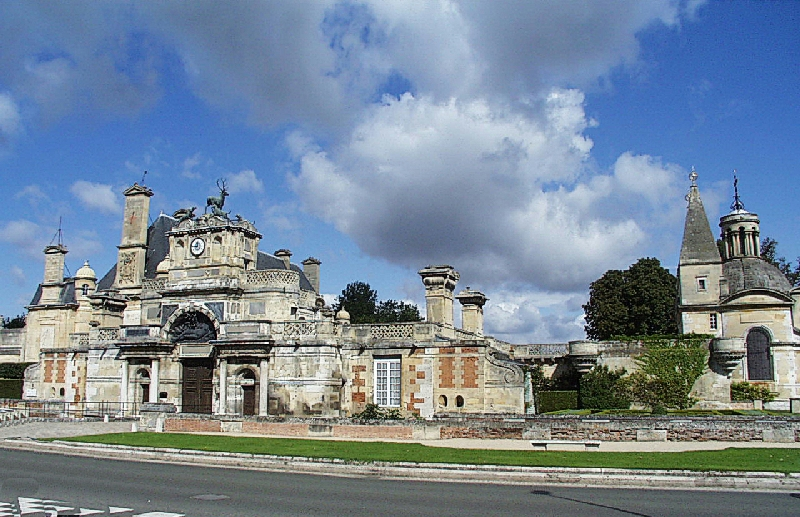
Anet dnes
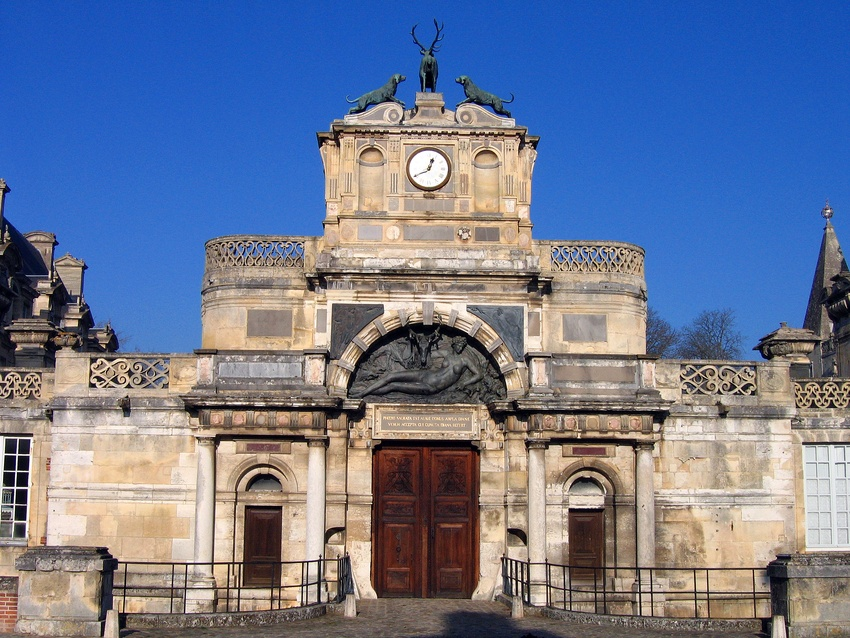
Portál
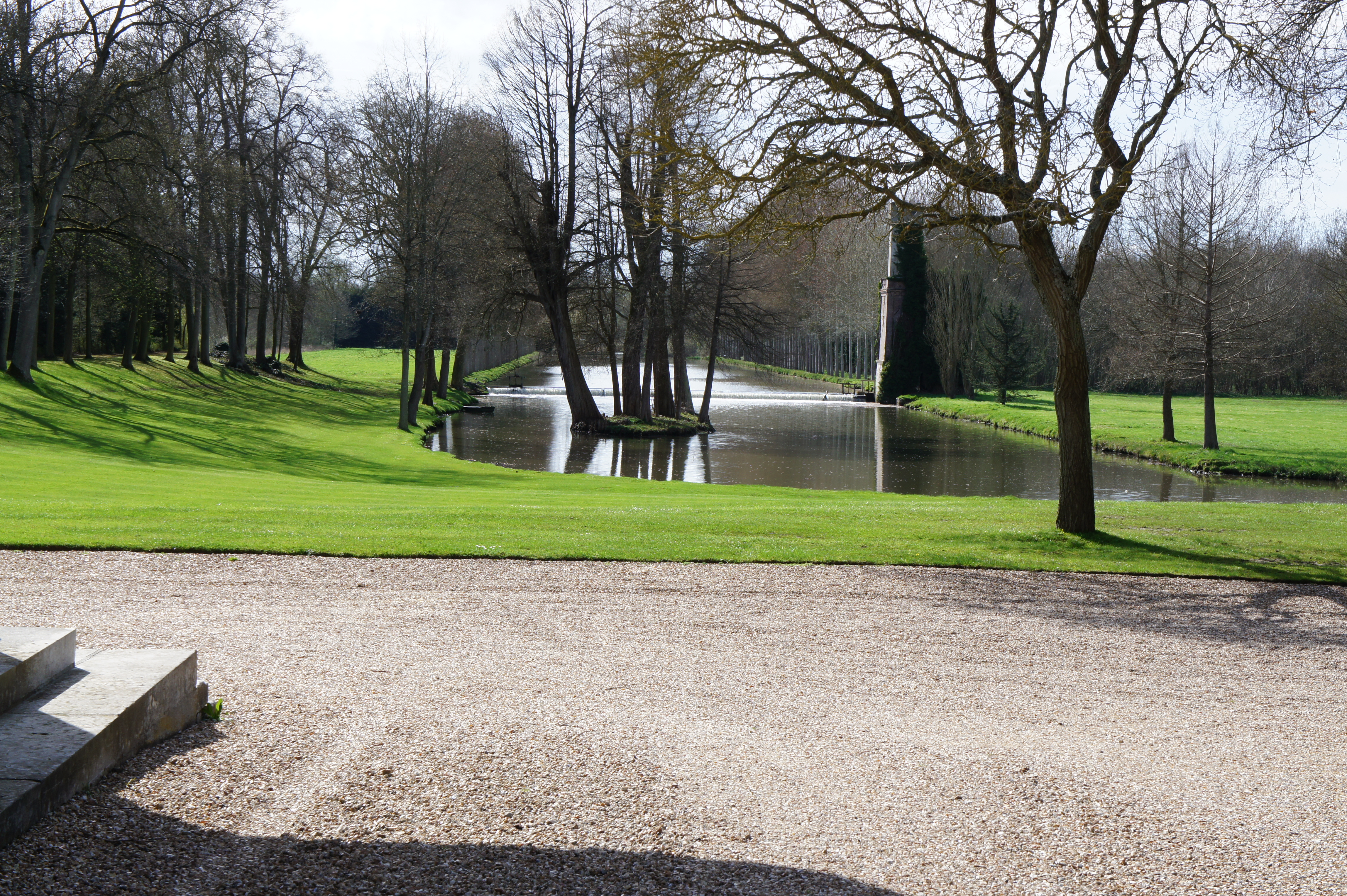
V parku